# Дмитрий Овцин
Дмитрий Леонтиевич Овцин (на руски: Дмитрий Леонтьевич Овцын) е руски мореплавател, хидрограф, един от първите изследователи на Арктика. Член на Великата северна експедиция.

## Младежки години (ок.1708 – 1733)
Биографията на Овцин е твърде непълна. Годината на раждане не е известна и се предполага, че е около началото на XVIII век. От януари 1721 учи в Московската школа по математически и навигационни науки. В продължение на две години изучава аритметика, геометрия и тригонометрия и в края на 1722 е изпратен да продължи обучението си в Морската академия в Санкт Петербург.
Още като студент през 1725 – 1726 извършва първото си плаване като навигатор на фрегатата „Амстердам-Галей“ в руска експедиция до Испания. Три години по-късно, на 13 октомври 1729 г., е назначен за адютант при Кронщадското пристанище, която длъжност изпълнява до 1732, когато е произведен в прапоршчик и командирован във Великата северна експедиция.

## Експедиционна дейност (1733 – 1741)

### Участие във Великата северна експедиция (1733 – 1738)
На 18 януари 1733 г. Овцин е произведен в чин лейтенант и определен за началник на западния отряд на Великата северна експедиция. Задачата била описанието на брега на Сибир между устията на Об и Енисей.
През юни 1734 на корабчето „Тобол“ се спуска от Тоболск по Иртиш и Об и изследва Обския залив до 70º 04` с.ш. Там се разразява силна буря и повреденото корабче с големи трудности успява да достигне до устието на Об. Екипажът зимува в Обдорск (сега Салехард), а Овцин и офицерите зимуват в Березов, където се запознават със заточеното семейство на княз Андрей Долгорукий.
През лятото на 1735 прави нов опит да премине от Об в Енисей, но достига само до 68º 40`с.ш. в Обския залив и поради заболяване на екипажа от скорбут (разболява се и Овцин) решават да се върнат. От Обдорск Овцин изпраща по суша геодезиста Фьодор Степанович Прянишников да разучи стария път до Мангазея. Отрядът на Прянишников преминава и картира южния и югоизточен бряг на Обския залив до 74° и.д., спуска се по река Хадуте до Тазовския залив, изкачва се по река Таз, пресича вододела и по течението на река Турухан през есента на 1735 се добира до Туруханск. По време на близо 1000 км си маршрут Прянишников прави топографски измервания, които близо 200 години остават единствени за района.
През 1736 г. Овцин отново прави неуспешен опит да достигне до устието на Енисей, но достига само до 72º 40` с.ш. (до северозападния край на п-ов Явай). През зимата на 1736 – 1737 Прянишников отново по нареждане на Овцин предприема ново пътешествие. От Туруханск пеша се спуска по левия бряг на Енисей до устието, картира западния бряг на Енисейския залив и северното крайбрежие на Гиданския полуостров, в т.ч. Юрацкия залив на протежение повече от 500 км. За среща с Прянишников от Салехард на 21 юли 1737 тръгва групата на геодезиста Михаил Григориевич Виходцев, която се придвижва на елени и лодки. Той успява да картира цялото източно крайбрежие на Обския залив до п-ов Явай и южното крайбрежие на Гиданския залив. От върха на Гиданския залив пресича от север на юг Гиданския полуостров, в края на 1737 достига до река Таз, а на 14 февруари 1738 пристига в Туруханск. В резултат на изследванията на Прянишников и Виходцев се появява първата, макар и несъвършена, карта на Гиданския полуостров (около 150 хил. км2), опираща се на резултатите от инструментални измервания.
На 9 август 1737 г., на новия кораб „Об-Пощальон“, Овцин достига в Карско море до 74º 02` с.ш., завива на югоизток, на 16 август открива протока Овцин (между остров Сибиряков на североизток и остров Еленов на югозапад), на 31 август достига до Енисейския залив и през септември плава до Туруханск, където отряда зимува. От юни до август 1738, когато Енисей се размразява, плава до Енисейск, а оттам с всички материали за експедицията заминава за Петербург. По този начин, благодарение на упорити старания, успешно изпълнява възложеното му трудно поръчение да открие морския път от Об до Енисей.

### Участие в плаването на Витус Беринг (1738 – 1741)
По пътя за Петербург, в Тоболск, е арестуван по доноси за връзки със заточения Алексей Долгоруков, отчетите му са взети и предадени в Адмиралтейството, а самия той на 20 януари 1739 е разжалван в обикновен моряк, изпратен в експедицията на Витус Беринг и като негов адютант участва в плаването му до Северна Америка през 1741 – 1742 г. Само две години по-късно, на 19 февруари 1741 е помилван, върнато му е лейтенантското звание и като такъв е назначен за капитан на кораб, с който плава във водите на Охотско море.

## Следващи години (1741 – 1757)
За успешно проведените мероприятия в Охотско море на 20 ноември 1749 е произведен в капитан 2-ри ранг. През 1751 е назначен за командир на кораба „Гавраил“, а четири години по-късно, вече като капитан 1-ви ранг, става секунд-интендант на флота. На 25 юли 1757 се пенсионира от флота и сведения за по-нататъшния му живот липсват.

## Памет
Неговото име носи проток Овцин (72°36′ с. ш. 78°50′ и. д. / 72.6° с. ш. 78.833333° и. д.) в Карско море, между остров Сибиряков и континента.